# Bešeňová (vodní nádrž)
Vodní nádrž Bešeňová (slovensky Vodná nádrž Bešeňová) je vodní nádrž na řece Váh, pod přehradou Liptovská Mara, u obce Bešeňová, v Žilinském kraji. Je součástí Vážské kaskády a slouží jako vyrovnávací nádrž během maximálního výkonu vodní elektrárny Liptovská Mara.

## Elektrárna
Součástí vodní nádrže je i vodní elektrárna, která byla do provozu uvedena roku 1976. Jsou zde nainstalovány dvě horizontální kaplanovy turbíny s instalovaným výkonem 4,64 MW a průtokem 20 m³/s. Roční výroba elektrické energie dosahuje průměrně 18,3 GWh.